# Jean-Jacques Ndala Ngambo
Jean-Jacques Ndala, né le 14 juin 1987 en République démocratique du Congo, est un arbitre international congolais de football.

## Biographie
Jean-Jacques Ndala est un arbitre professionnel de la République démocratique du Congo qui fait ses débuts à la Ligue de football du Katanga (LIFKAT) affilié à la Ligue nationale de football (Linafoot),.
En 2020, il est nommé meilleur arbitre de la LINAFOOT qui lui prévaut une place au niveau international, d'abord continental puis intercontinental, il dirige plus des trente matchs au niveau international, passant par la coupe d'Afrique des nations de football, la ligue des champions de la CAF, la coupe de la confédération et les Éliminatoires de la Coupe du monde de football 2022.
Il est jusqu'aux années 2020, le seul arbitre congolais à atteindre ce niveau de compétition.
En 2021, il effectue un stage de la FIFA aux Émirats arabes unis et le 22 décembre de la même année, il dirige la 30e finale de la Supercoupe de la CAF  au stade Ahmad-bin-Ali de Doha au Qatar. Il est ainsi parmi les six arbitres africains présélectionnés pour la Coupe du monde de football 2022 au Qatar,.

## Palmarès
| Compétition comme arbitre principal                                    | nombre de Match dirigée | Carton jaune | Carton deux jaune | Carton rouge |
| ---------------------------------------------------------------------- | ----------------------- | ------------ | ----------------- | ------------ |
| Qualifications à la Coupe d'Afrique des nations de football 2023       | 1                       | 4            | 0                 | 0            |
| Coupe d'Afrique des nations de football 2021                           | 2                       | 7            | 0                 | 0            |
| Ligue des champions de la CAF 2021-2022                                | 3                       | 11           | 0                 | 1            |
| Coupe de la confédération 2021-2022                                    | 1                       | 7            | 0                 | 0            |
| Saudi Pro League 2020-2021                                             | 1                       | 3            | 0                 | 0            |
| Championnat d'Afrique des nations de football 2022                     | 2                       | 6            | 0                 | 0            |
| Ligue des champions de la CAF 2020-2021                                | 4                       | 15           | 0                 | 0            |
| Coupe d'Afrique des nations de football 2019                           | 2                       | 7            | 0                 | 0            |
| Matchs amicaux 2019-2020                                               | 1                       | 3            | 0                 | 0            |
| Coupe du monde de football des moins de 20 ans 2019                    | 2                       | 6            | 0                 | 0            |
| Éliminatoires de la zone Afrique de la Coupe du monde de football 2022 | 4                       | 13           | 0                 | 0            |
| Ligue des champions de la CAF 2019-2020                                | 3                       | 8            | 0                 | 0            |
| Coupe de la confédération 2019-2020                                    | 2                       | 12           | 0                 | 0            |
| Éliminatoires de la Coupe du monde de football 2018 : zone Afrique     | 1                       | 3            | 0                 | 0            |
| Matchs amicaux 2015-2016                                               | 1                       | 5            | 0                 | 0            |
| Total                                                                  | 30                      | 110          | 0                 | 1            |
| Compétition comme quatrième arbitre                                    | nombre de Match dirigée | Carton jaune | Carton deux jaune | Carton rouge |
| Coupe d'Afrique des nations de football 2021                           | 4                       | 20           | 0                 | 2            |
| Coupe de la confédération 2021-2022                                    | 1                       | 5            | 0                 | 2            |
| Championnat d'Afrique des nations de football 2020                     | 3                       | 11           | 0                 | 2            |
| Coupe de la confédération 2020-2021                                    | 1                       | 3            | 0                 | 1            |
| Supercoupe de la CAF 2021 (décembre)                                   | 1                       | 7            | 0                 | 0            |
| Coupe d'Afrique des nations de football 2019                           | 2                       | 7            | 0                 | 0            |
| Coupe du monde de football des moins de 20 ans 2019                    | 1                       | 3            | 0                 | 1            |
| Total                                                                  | 13                      | 56           | 0                 | 6            |